# كريل نروجي
كريل نروجي (الاسم العلمي: Meganyctiphanes norvegica) هو نوع من الحيوانات البحرية يتبع جنس كريل ليلي كبير من فصيلة الكريلية.
وهو النوع الوحيد في هذا الجنس.